# Alexandru Neagu
Alexandru Neagu (19. července 1948 Bukurešť – 17. dubna 2010 Bukurešť) byl rumunský fotbalista, útočník.

## Fotbalová kariéra
V rumunské lize hrál za FC Rapid București. Nastoupil ve 286 ligových utkáních a dal 110 gólů. S týmem získal v roce 1967 mistrovský titul a v letech 1972 a 1975 rumunský pohár. V Poháru mistrů evropských zemí nastoupil v 1 utkání, v Poháru vítězů pohárů nastoupil v 8 utkáních a dal 1 gól a v Poháru UEFA nastoupil v 10 utkáních a dal 5 gólů. Za reprezentaci Rumunska svazu nastoupil v letech 1970–1972 v 17 utkáních a dal 4 góly. Byl členem rumunské reprezentace na Mistrovství světa ve fotbale 1970, nastoupil ve 3 utkáních a dal 1 gól v utkání s Československem.

## Ligová bilance
| Ročník          | Zápasy | Góly | Klub               |
| --------------- | ------ | ---- | ------------------ |
| Liga I 1965/66  | 1      | 0    | FC Rapid București |
| Liga I 1966/67  | 8      | 1    | FC Rapid București |
| Liga I 1967/68  | 16     | 3    | FC Rapid București |
| Liga I 1968/69  | 29     | 17   | FC Rapid București |
| Liga I 1969/70  | 30     | 16   | FC Rapid București |
| Liga I 1970/71  | 26     | 12   | FC Rapid București |
| Liga I 1971/72  | 30     | 16   | FC Rapid București |
| Liga I 1972/73  | 24     | 4    | FC Rapid București |
| Liga I 1973/74  | 34     | 12   | FC Rapid București |
| Liga II 1974/75 | 32     | 17   | FC Rapid București |
| Liga I 1975/76  | 26     | 7    | FC Rapid București |
| Liga I 1976/77  | 30     | 5    | FC Rapid București |
| Liga II 1977/78 | -      | -    | FC Rapid București |
| CELKEM 1. liga  | 286    | 110  |                    |